# Nyctycia viminalis
Nyctycia viminalis är en fjärilsart som beskrevs av Butler. Nyctycia viminalis ingår i släktet Nyctycia och familjen nattflyn. Inga underarter finns listade i Catalogue of Life.